# Капорчіано
Капорчіано (італ. Caporciano) — муніципалітет в Італії, у регіоні Абруццо, провінція Л'Аквіла.
Капорчіано розташоване на відстані близько 110 км на схід від Рима, 27 км на південний схід від Л'Акуїли.
Населення — 225 осіб (2014).

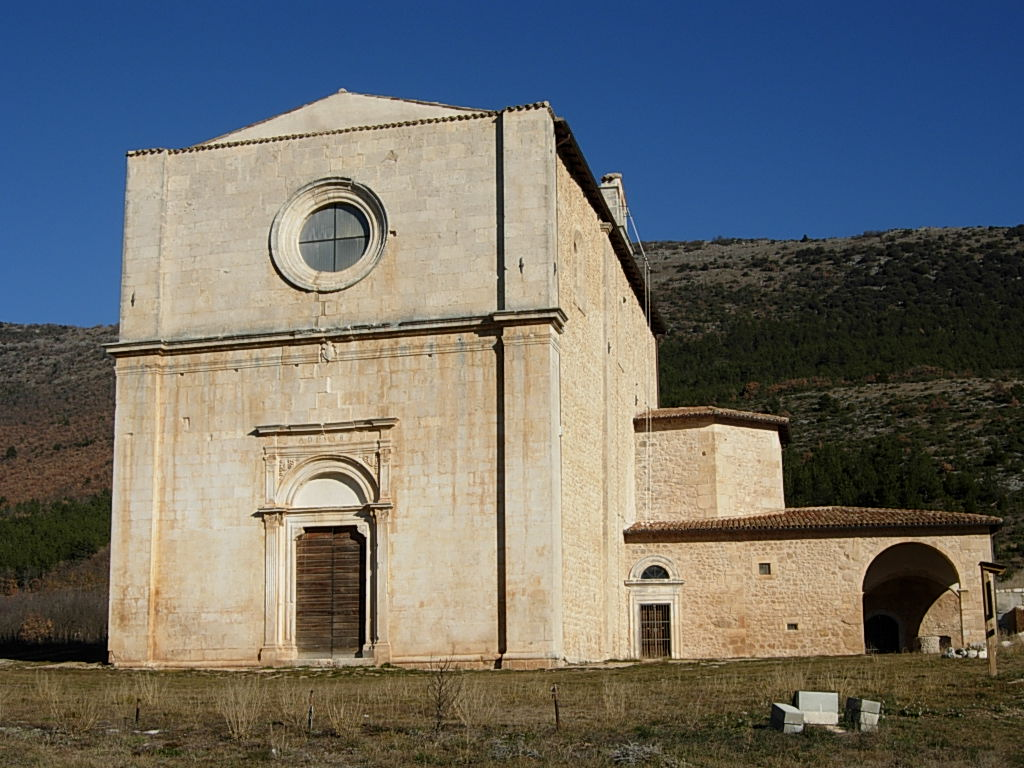

Щорічний фестиваль відбувається 11 липня. Покровитель — San Benedetto.

## Демографія
Населення за роками:

Станом на 1 січня 2023 року в муніципалітеті офіційно проживало 6 іноземців з 4 країн, серед них 1 громадянин країн Євросоюзу.

## Сусідні муніципалітети
- Аччано
- Бомінако
- Карапелле-Кальвізіо
- Фаньяно-Альто
- Фонтеккьо
- Навеллі
- Прата-д'Ансідонія
- Сан-Піо-делле-Камере
- Тьоне-дельї-Абруцці